# Laguna Pai
Laguna Pai es una banda peruana de reggae, formada en 2008 en la ciudad de Lima. Con una base rítmica de Reggae y Rock, crearon un nuevo estilo donde se nota la influencia de Bob Marley & The Wailers, Pink Floyd, Manu Chao y música local.
Laguna Pai ha tocado en diversos festivales de Reggae en el Perú, compartiendo escenario con bandas reconocidas internacionalmente como The Wailers, Damian Marley, The Roots Radics Band, Israel Vibration, Johnny Dread, Don Carlos, Apple Gabriel, Wailing Souls, Steel Pulse, Bambu Station, Soja, Midnite, The Gladiators, Gregory Issacs, Clinton Fearon y Groundation, entre otros.

## Historia
En el año 2010 la banda terminó de grabar su primer álbum llamado “Kultura Babylon, en 2013 "Atento" y en 2015 "Resiliencia". Temas de reflexión, conciencia, espiritualidad, conservación y una fina crítica a la política y al sistema occidental son parte del mensaje de Laguna Pai. En Radio Doble Nueve sonaron varias canciones y el tema «Kultura Babylon» alcanzó el puesto 79 del ranking anual 2011 (Top 150). En el año 2018 fueron cartel del Rototom Sunsplash.

## Miembros
- Mariano Palacios: Voz y guitarra rítmica
- Salo Langberg: Primera guitarra
- Gabriela Bonifaz: Coros
- Robert Merath: Teclados / Sintetizadores
- Telmo Jáuregui: Bajo
- Will Willierius (Willowman): Batería

## Discografía
- Kultura Babylon (2010)
- Atento (2013)
- Resiliencia (2015)
- Resiliencia Dubs (2017)
- Impulso (EP, 2020)[5]
- Eterno (2022)[6]
- Entre Sueños Y Raíces (2023)

## Sencillos
- "Mala vibra" (2010)
- "Vamos con Fe" (2015)
- "Falsos Maestros" (2017)
- "Canto al Aire" (2018)
- "Salo's Blues" (2019)
- "Breath In" (2020)
- "Normal" (2022)[6]